# キエフ公国

キエフ公国
Киевское князство

キエフ公国（キエフこうこく、ウクライナ語:Київське князівство）は、キエフを中心に12世紀から15世紀にかけて存在したリューリク朝の公国である。現代のウクライナ中部に当たるルーシ南部に国土を持ち、ルーシ西部に成立したハールィチ・ヴォルィーニ大公国とルーシ（狭義）の領土を二分した。

## 概要
1130年代には、キエフ・ルーシ（大公国）の封建体制の崩壊が始まった。そうした中、キエフを中心に形成されたのがキエフ公国であった。その領土にはキエフシュチナをはじめ、東ヴォルィーニ、ペレヤースラウシュチナが含まれた。首都はキエフに置かれ、ペレヤースラウ、カーニウ、チェルカースィ、オステール、オーヴルチ、ジトーミル、チョルノービリ、モーズィルといった都市が地方の中心となった。こうした都市は、時期によっては公国の中心地ともなった。
1132年、大公ムスチスラフ1世の死後、キエフ大公国はいくつかの小公国に分裂した。ユーリー・ドルゴルーキーはスーズダリ公国の公座を獲得し、ペレヤースラウ公国を狙った。このことについて、隣国チェルニーヒウ公国のフセヴォロド2世はいよいよキエフの分割が始まったと書き記した。また、ノヴゴロド公国もキエフの権力からの独立を強めた。ロストフとスーズダリの領土は、すでに独立していた。スモレンスク、ハールィチ、ポロツィク、トゥーロウの地にそれぞれ独自の公が即位した。さらに、キエフとチェルニーヒウの間には武力衝突が発生し、これに東ローマ帝国やハンガリー王国、ベレンデイ人、ポロヴェツ人が介入した。もはや、キエフ大公国はその実体を失い、キエフを中心とするキエフ公国がその残滓を留めるに過ぎなくなった。
大公ヤロポルク2世が1139年に崩御すると、ヴャチェスラフ1世が即位した。これはさらに不運な大公で、その大公位は7日で終焉を迎えた。彼を放逐して即位したのがチェルニーヒウ公フセヴォロド2世であった。
キエフの年代記は、フセヴォロドとその兄弟について卑怯で貪欲な性根の捻じ曲がった人物であったと表現している。彼とその兄弟たちの治世において、キエフはノヴゴロドを回復することに失敗し、さらに1144年から1146年にかけてハールィチ公国との間に戦争を行った。
フセヴォロドは1146年に崩御し、それ以降キエフの実権は大貴族が握るようになった。これは、ノヴゴロドはじめ他の多くのルーシ系諸公国と同様の現象であった。これ以降、もはや大公国とは呼べなくなったキエフ公国は周辺の諸公国や王国と戦争を繰り返しながら、数々の非力な公がその公座を奪い合うこととなった。
モンゴルのルーシ侵攻後期の1240年、キエフ公国はモンゴル＝タタールによって占領された。1243年には、ジョチ・ウルスによってヴラジーミル・スーズダリ大公国のヤロスラフ2世が公に任ぜられ、ヤロスラフはキエフに代官を送った。彼の死後は、その大公位を襲ったアレクサンドル・ネフスキーがキエフ公に任ぜられた。1263年にアレクサンドルは死去したが、これ以降ヴラジーミル・スーズダリ大公によるキエフ公世襲が始まった。
1362年頃になると、キエフ公国はリトアニア大公国の軍勢によってジョチ・ウルスの支配から解放された。しかし、リトアニア大公国はジョチ・ウルスに代わってキエフを占領し、公国を自国の属公国に加えた。そして、ルーシの公朝を廃し、代わってリトアニアのゲディミナス朝の公朝を成立させた。その最初の公となったのは、ヴォロディームィル・オーリヘルドヴィチであった。しかし、ヴォロディームィルはリトアニアに対するキエフ公国の自立性を確立するための政策を採った。これは、リトアニア政府にとっては非常に心外な政策であった。とりわけ、1386年にリトアニア大公ヨガイラ（ヤガイラ・オーリヘルドヴィチ）がその位を息子に譲りポーランド王に即位すると、権勢を誇るリトアニア大公国はその不満を表面化させた。
1394年、リトアニア大公国政府はついにキエフ公位を廃止した。これに伴い、キエフには公に代わるリトアニアの代官が置かれた。1440年、現地の封建貴族からの圧力によりキエフ公位が復活されたが、1470年になると再び廃された。キエフにはヴォエヴォダ（県知事）のM・ホショトフトが送られた。キエフの住民は二度に渡りその受け入れを拒んだが、1471年、ヴォエヴォダの軍勢によって攻められたキエフは陥落し、キエフ公国は完全に解体され、リトアニア大公国によるキエフ県に置き換えられた。

## 領土
キエフ公国は、ハールィチ・ヴォルィーニ大公国の南東に位置した。
キエフ公国の中心地はドニプロー川右岸地帯で、かつてのポリャーヌィ族やデレヴリャーネ族の公国領、ペチェネグ人らポロースャの諸領地、ヴォーロホウ州を含有していた。13世紀には、ヴォルィーニの残る地域も併合した。一方、ドニプロー川左岸地帯におけるキエフ公国の領土は少なく、わずかに10 - 15 km程度に及ぶ一帯を領有したに過ぎなかった。南方については、ポロースャの一帯をヴォロダーレウからローデニまで領有し、その中にはユーリイェウやトルチェシク、ボフスラーウやコールスニといった都市が含まれた。北方の領地はウージュ川にまで及び、ウシェシク、イスコーロステニ、オーヴルチ、チョルノーブィリといった都市が含まれた。恐らく、その領地はスロヴェーチュナ川からプリピャチ川まで及んでいたと考えられ、のちにはキエフとミンスクの軍管区の間に国境線が引かれたと見られている。西域では領土はヴォルィーニに達しており、その限界はスルーチ川であったとされる。国境線はボロヒーウシク州から恐らくはローシ川とテーテレヴァ川に及んでいたと考えられている（関連項目：沿ローシ川防衛線）。
| 13世紀半 - 14世紀前半における ハールィチ・ヴォルィーニ大公国の領土 13世紀半の 大公国 大公国による 領土拡大 (年) ルーシの 外の諸公国 ジョチ・ウルス ハンガリー王国 ポーランド王国 ドイツ騎士団 リトアニア 大公国内の 州の堺 主な通商路 ルーシの 諸公国の国境 「公座の都市」 キエフ チェルニーヒウ ペレヤースラウ ホロドク ピンシク トゥーロウ ヴォロディームィル ハールィチ メンシク スルーチェシク ドゥブローヴィツャ ステパーニ ホルチェヴシク オーヴルチ イスコロステーニ ヴォズヴャーヘリ コロジャージェン フーヴィン メジボージ ノヴホロドク ヴァルホヴィーシク ロードカ ムカーチェヴェ コシツェ サンドミル ルブリン ホルム チェルヴェン ステイシク ヴィズナ ヴィリシク ドロホチン カムヤネツィ コブルィン ベレスチャ ヴォロダヴァ リュヴォムリ ベルズ ズヴェヌィホロド リヴィウ ブジシク ペレームィシィリ ヤロスラウ シャノク サンビール ルーツィク ドロホブジ ペレソプヌィーツャ ドゥベン クレムヤネツィ ザスラヴリ テレヴォビリ コロムィーヤ ヴァスィーリウ チェルン オクト ボロト ウシツャ キエフ公国 トゥーロウ・ピンシク公国 ポロツィク公国 黒ルーシ ザカルパッチャ州 (1230年-1240年) (1230年代) (1252年-1254年) (1280年-1320年) (1289年-1302年) (1251年-1252年) (1254年) ハールィチ公国 ベレスチャ州 ホルム州 ヴォルィーニ公国 ベルズ州 ルーツィク州 ドニプロー川 ボジ川 ドニステル川 プルト川 セレト川 ティサ川 ヴィスワ川 シャン川 ブーフ川 ネマン川 プルィーピヤチ川 ヴェプル川 |